# Монеты евро Хорватии
Монеты евро Хорватии — монеты общей официальной валюты нескольких стран Европейского союза, выпуск которых в обращение произведён при вступлении Республики Хорватия в зону евро. Евро был введён в Хорватии 1 января 2023 года, заменив национальную валюту — хорватскую куну.  

## Дизайн национальной стороны
Монеты евро Хорватии, как и других стран, восьми номиналов. Реверсы хорватских монет евро с обозначением номинала не отличаются от реверсов монет евро других стран. На аверсах монет в 1, 2 и 5 евроцентов изображены объединённые буквы глаголицы хорватским изводом ⰘⰓ, аналогичные латинским буквам ‘H’ и ‘R’ соответственно. На аверсах монет в 10, 20 и 50 евроцентов изображён сербский учёный Никола Тесла. На аверсе монеты в 1 евро изображена куница с обращённой влево головой. На аверсе монеты в 2 евро изображён контур границ Хорватии. Дизайны монет были определены в ходе конкурса в 2021 году.
| 0,01 €       | 0,02 €         | 0,05 €                      |
| ------------ | -------------- | --------------------------- |
|              |                |                             |
| Глаголица    |                |                             |
| 0,10 €       | 0,20 €         | 0,50 €                      |
|              |                |                             |
| Никола Тесла |                |                             |
| 1,00 €       | 2,00 €         | По гурту двухевровой монеты |
|              |                |                             |
| Куница       | Карта Хорватии |                             |

## Тираж
| Номинал                                                                                      | €0,01    | €0,02    | €0,05    | €0,10    | €0,20    | €0,50     | €1,00    | €2,00    |
| -------------------------------------------------------------------------------------------- | -------- | -------- | -------- | -------- | -------- | --------- | -------- | -------- |
| 2023                                                                                         | 72000000 | 63000000 | 40000000 | 80000000 | 50000000 | 450000000 | 40000000 | 30000000 |
| 2024                                                                                         | 7500     | 7500     | 7500     | 7500     | 7500     | 7500      | 7500     | 7500     |
| Выделены те тиражи монет, которые были эмитированы только в качестве чеканки BU и/или Proof. |          |          |          |          |          |           |          |          |